# Ринтелен, Фриц Иоахим фон
Фриц Иоахим фон Ринтелен (нем. Fritz Joachim von Rintelen; 16 мая 1898, Штеттин — 1979) — немецкий философ; ученик Гейзера; профессор в Бонне, Мюнхене, Майнце; основные труды по истории европейской философии ценностей; развивал новый ценностный реализм, как критическую оценку экзистенциализма, динамического волюнтаризма и формального интеллектуализма.